# Mestre de 1416
Maestro del 1416 foi um pintor italiano, ativo em Florença entre o final do século XIV e o segundo decênio do século XV.
O nome deste artista anônimo deriva de um retábulo datado de 1416, conservado na Galleria dell´Accademia de Florença. Seu estilo é muito próximo do de um outro pintor florentino, Lorenzo di Niccolò di Martino, com quem já foi por vezes identificado.
As obras do Maestro del 1416 permitem a observação exemplar da riqueza do estilo conhecido por gótico internacional em sua acepção florentina, que tem em Lorenzo Monaco, seu principal intérprete.

## Leituras adicionais
- MARQUES, Luiz (org). Corpus da Arte Italiana em Coleções Brasileiras. São Paulo: Berlendis e Vertecchia Editores, 1996.